# Pfifferlinge
Die Pfifferlinge (Cantharellus) sind eine Pilzgattung aus der Familie der Stoppelpilzverwandten (Hydnaceae). Die Typusart ist der Echte Pfifferling (Cantharellus cibarius).

## Merkmale
Bei den Pfifferlingen handelt es sich im Allgemeinen um mittelgroße Pilze, deren Fruchtkörper mehr oder weniger deutlich in Hut und Stiel gegliedert sind. Der Hut ist mit einem Durchmesser von etwa 2 bis 9 cm meist etwas trichterförmig, während der Hutrand hingegen sehr lange eingerollt ist. Das Hymenophor bildet Leisten, die zum Teil weit am Stiel herablaufen und teils miteinander vernetzt sind. Der Stiel ist bei den meisten Arten vollfleischig und steht zentral. Mikroskopische Kennzeichen sind die hyalinen, keuligen und meist viersporigen Basidien, und dünnwandigen, glatten, ebenfalls hyalinen Sporen.

## Ökologie
Die Pfifferlinge sind Mykorrhizapartner von Laub- und Nadelbäumen.

## Bedeutung
Viele Arten der Gattung Pfifferlinge sind essbar und beliebte Speisepilze, der Echte Pfifferling wird auch gehandelt.
Alle heimischen Arten der Gattung stehen allerdings auf der Liste der nach Bundesartenschutzverordnung besonders geschützten Flechten und Pilze.

## Namensherkunft
Der deutsche Name der Gattung stammt aus dem Mittelhochdeutschen und bezieht sich auf den leicht pfefferartigen Geschmack des Fleischs. Der lateinische Name ist vom lateinischen cantharula (Verkleinerungsform zu cantharus ‚Becher‘ oder ‚Humpen‘) abgeleitet und nimmt auf die Form der Fruchtkörper Bezug.
Im früheren Ostpreußen, besonders in Masuren, hatten sie den Namen „Gelböhrchen“. Weitere gängige Bezeichnungen sind Eierschwamm und Rehling.

## Arten
In Europa kommen 8 Arten vor.
| Deutscher Name                              | Wissenschaftlicher Name     | Autorenzitat                                                                                 |
| ------------------------------------------- | --------------------------- | -------------------------------------------------------------------------------------------- |
| Blasser Rostfleck-Pfifferling               | Cantharellus alborufescens  | (Malençon 1975) Papetti & S. Alberti 1999 ('1998')                                           |
| Violettschuppiger oder Amethyst-Pfifferling | Cantharellus amethysteus    | (Quélet 1883) Saccardo 1887                                                                  |
| Echter Pfifferling                          | Cantharellus cibarius       | Fries 1821                                                                                   |
| Olivgelber Rostfleck-Pfifferling            | Cantharellus ferruginascens | P.D. Orton 1969                                                                              |
| Samtiger Pfifferling                        | Cantharellus friesii        | Quélet 1872                                                                                  |
| Blasser Pfifferling                         | Cantharellus pallens        | Pilát 1959                                                                                   |
| Dünnhyphiger Zwerg-Pfifferling              | Cantharellus romagnesianus  | Eyssartier & Buyck 1999                                                                      |
|                                             | Cantharellus roseofagetorum | I. Olariaga, G. Moreno, J.L. Manjon, I. Salcedo, V. Hofstetter, D. Rodríguez & B. Buyck 2016 |

## Systematik

### Äußere Systematik
Die Pfifferlinge wurden früher zusammen mit den Kraterellen (Craterellus) in die Familie der Pfifferlingsverwandten gestellt. Diese unterscheiden sich durch einen hohlen Stiel und/oder ein grauendes bis schwärzendes Fleisch, außerdem durch das Fehlen bizyklischer Carotinoide. Auf Grundlage phylogenetischer Untersuchungen wurde die Familie der Pfifferlingsverwandten aufgelöst und die enthaltenen Gattungen in die Familie der Stoppelpilzverwandten gestellt.
Die Schwärzende (C. melanoxeros) und die Violettgelbe Kraterelle (C. ianthinoxanthus) wurden früher zu den Pfifferlingen gezählt, stellten sich aber aufgrund phylogenetischer Untersuchungen als Kraterellen heraus.

### Innere Systematik
Es werden folgende Untergattungen unterschieden:
- Afrocantharellus
- Cantharellus
  - Blasser Rostfleck-Pfifferling (C. alborufescens)
  - Violettschuppiger Pfifferling (C. amethysteus)
  - Echter Pfifferling (C. cibarius)
  - Olivgelber Rostfleck-Pfifferling (C. ferruginascens)
  - Blasser Pfifferling (C. pallens)
  - Cantharellus roseofagetorum
- Cinnabarinus
  - Samtiger Pfifferling (C. friesii)
- Magni
- Parvocantharellus
  - Dünnhyphiger Zwerg-Pfifferling (C. romagnesianus)
- Pseudocantharellus
- Rubrinus